# Stolonica laboutei
Stolonica laboutei is een zakpijpensoort uit de familie van de Styelidae. De wetenschappelijke naam van de soort werd in 1988 voor het eerst geldig gepubliceerd door Claude Monniot.